# Мидзуно, Хидэко
Хидэко Мидзуно (яп. 水野英子 Мидзуно Хидэко, р. 29 октября 1939 г.) — одна из первых успешных мангак, работающих в области сёдзё-манги (манги для девушек). Она начинала в качестве ассистента известного Осаму Тэдзуки, а дебютировала с собственной работой Akakke Pony в 1956 году. Начиная с White Troika, выпускавшейся в журнале Margaret с 1963, Мидзуно рисовала мангу для девушек, и была верна данной аудитории на протяжении всех 1960-х и 1970-х годов.
Её наиболее известной работой является Fire! (1969—1971), где впервые в сёдзё-манге главным героем является не девочка, а мальчик. За Fire! Мидзуно была награждена премией от издательства Shogakukan в 1970 году. Другая манга Honey Honey no Suteki na Bouken (1966) была экранизирована в качестве аниме-сериала, завоевавшего популярность не только в Японии, но и в других странах мира. В США он лицензирован под названием Honey Honey.